# Andreas av Grekland och Danmark
Andreas av Grekland och Danmark, född 2 februari 1882 i Aten, Grekland, död 3 december 1944 i Monte Carlo, Monaco, var son till kung Georg I av Grekland och Olga Konstantinovna av Ryssland och därmed grekisk prins.

## Familj
Andreas gifte sig 1903 i Darmstadt med Alice av Battenberg. Makarna levde separerade från 1931. De hade följande barn:
1. Prinsessan Margarita av Grekland och Danmark (1905–1981), gift med Gottfried av Hohenlohe-Langenburg.
2. Prinsessan Theodora av Grekland och Danmark (1906–1969), gift med Berthold av Baden.
3. Prinsessan Cecilia av Grekland och Danmark (1911–1937), gift med sin mors kusin Georg Donatus av Hessen.
4. Prinsessan Sophie av Grekland och Danmark (1914–2001), gift 1. med Christoph Ernst August av Hessen-Kassel, gift 2. med Georg Wilhelm av Hannover.
5. Prins Philippos av Grekland och Danmark (1921–2021), gift med Elizabeth II av Storbritannien.

## Utmärkelser
- Andreasorden
- Riddare av Sankt Mauritius och Sankt Lazarusorden
- Svarta örns orden
- Annunziataorden
- Elefantorden
- Victoriaorden

[Redigera Wikidata]